# Première bataille de Saltville
Guerre de Sécession
La première bataille de Saltville est une bataille de la guerre de Sécession qui a eu lieu le 2 octobre 1864 en Virginie.
Elle oppose des troupes régulières et de milice confédérées à une division nordiste commandée par le brigadier général Stephen G. Burbridge, et s'achève sur une victoire sudiste.
Cette bataille est aussi connue pour la participation de l'un des premiers régiments de cavalerie composés de soldats afro-américains, le 5e United States Colored Cavalry, et pour les crimes de guerre commis par les Confédérés sur les prisonniers et blessés Noirs nordistes.
Une seconde bataille aura lieu deux mois plus tard et, cette fois, les nordistes l'emporteront et détruiront les installations de production de sel.

## Contexte
Pendant la guerre de Sécession, le sel est une denrée essentielle. Il permet la conservation de la viande mais aussi la tannerie du cuir des selles et des chaussures. Saltville, située à 8 kilomètres (5 mi) au nord du chemin de fer de Virginie et du Tennessee produit cent mille tonnes de sel en 1864, plus que toute autre saline de la Confédération. Le brigadier général Burbridge lance une expédition pour détruire la saline de Saltville.
Fin septembre 1864, sur ordre de Burbridge, le brigadier général Jacob Ammen sécurise Bull's Gap et le brigadier général Alvan C. Gillem lance une attaque près de Jonesborough. Burbridge lance l'assaut contre Saltville avec la division de Nathaniel C. McLean. 

## Bataille
Le commandement de Burbridge comprend trois brigades du Kentucky, plusieurs régiments d'infanterie montée et trois sections d'howitzers de montagne. Il est ensuite rejoint par le 5th U.S. Colored Cavalry. Ammen et Gillem doivent rejoindre le commandement de Burbridge après avoir effectué leurs actions de diversion.
Alors que les confédérés découvrent le mouvement de Burbridge, l'administrateur du département de sud-ouest de la Virginie, le brigadier général John Echols organise la défense de Saltville. La brigade de cavalerie du colonel Henry L. Giltner, le régiment des réserves de Virginie du colonel Robert T. Preston et la division de cavalerie du brigadier John S. « Cerro Gordo » Williams participent à la défense de la ville. Echols demande à la brigade de cavalerie du brigadier général John C. Vaughn d'entraver les forces d"Ammen et de Gillem.
À Saltville, le lieutenant-colonel Robert Smith a le commandement du 13th Battalion Virginia Reserves et fait ériger des ouvrages sous la direction du brigadier général Alfred E. Jackson. Une escarmouche survient à 4,8 kilomètres (3 mi) au nord de Saltville le dimanche 2 octobre 1864 au matin sur la route principale gardée par les piquets de Giltner. La troisième brigade de l'Union commandée par le colonel Robert W. Ratcliff repousse les piquets sur les collines à l'est de la ville. C'est à ce moment qu'une brigade de cavalerie, commandée par le colonel Felix H. Robertson, arrive. Les renforts confédérés continuent d'arriver et le brigadier général Williams prend la direction des opérations.
Williams positionne ses troupes sur Chesnut Ridge pour bloquer la progression des troupes de l'Union venant du nord-est. Le 9th Kentucky Cavalry garde la route d'Allison Gap sur la rivière Holson, la brigade de Giltner et le 10th Kentucky Cavalry Battalion sont placés à sa droite. Le 13th Batalion Virginia Reserves est sur le Cedar Creek, un tributaire de l'Holson. La brigade de Robertson et celles du colonel George G. Dribell sont sur le flanc droit.
Vers 11 heures du matin, la bataille débute avec la brigade de Ratcliff sur la gauche de l'Union, la brigade d'Hobson au centre et celle d'Hanson en route sur la droite. Les hotwizers de Burbridge engagent un duel d'artillerie futile avec celle des confédérés. Sur la gauche fédérale, le colonel Robert W. Ratcliff déploie sa brigade composée du 5th U.S. Colored Cavalry, du 12th Ohio Cavalry et du 11th Michigan Cavalry, respectivement de la gauche vers la droite. Elle parvient à repousser le bataillon de Smith derrière le Cedar Creek.
Pendant ce temps, à 13 heures, Hobson traverse le Broddy's Bottom Ford et monte à l'assaut de la falaise au sud contre le 10th Kentucky Cavalry Battalion du lieutenant-colonel Edwin Trimble, mais échoue et se retire après quinze minutes de combat. Peu après midi, la brigade de Hanson traverse la rivière pour contourner la gauche confédérée mais la tentative est clouée au sol par l'artillerie confédérée. Après deux heures de combats, la brigade de l'Union se retire.
Cependant, les confédérés reculent lentement derrière le Cedar Creek vers la première des lignes de défenses érigée sur la colline. Après avoir traversé le Cedar Creek, le 12th Ohio Cavalry et le 11th Michigan Cavalry repoussent les confédérés sur leur deuxième ligne après un combat de trois heures. Un trou survient alors entre Robertson et Dribell, et le 12th Ohio Cavalry charge dans celui-ci. Vers 17 heures, les deux camps viennent à manquer de munitions, Robetson et Dribell se retirent sur une nouvelle ligne et Ratcliff prend possession de Chestnut Ridge.
À ce moment, deux petites brigades de cavalerie confédérées arrivent pour renforcer la garnison de la ville. Les troupes de l'Union se retirent laissant leurs morts et leurs blessés.

## Conséquences
Après le départ des troupes unionistes, les confédérés massacrent les soldats noirs blessés du 5th U.S. Colored Cavalry. Si un journal rapporte le massacre de 150 soldats noirs, ce chiffre excède les pertes rapportées par le 5th U.S. Colored Cavalry : 22 tués, 37 blessés et 53 disparus. Quatre des soldats massacrés sont des officiers blancs. Au total les unionistes ont perdu 350 hommes et la Confédération 108.

## Sources
- (en) Cet article est partiellement ou en totalité issu de l’article de Wikipédia en anglais intitulé « Battle of Saltville I » (voir la liste des auteurs).
- (en) David J. Eicher, The longest night : a military history of the Civil War, New York, Simon & Shuster, 2001, 990 p. (ISBN 0-684-84944-5), p. 753-754.